# Нью-Йоркер
Нью-Йо́ркер (англ. The New Yorker) — американський тижневик, який публікує репортажі, коментарі, критику, есе, художні твори, гумор, комікси та поезію. Виходить приблизно раз на тиждень (47 номерів на рік). Видається з 1925 року. Починаючи з 1940-х років, більшість відомих та премійованих американських оповідань уперше публікувались у «Нью-Йоркері». Хоча основний наголос робиться на культурному житті Нью-Йорка, журнал є досить популярним і за межами міста.

## Історія
Перший номер вийшов 21 лютого 1925 року в Нью-Йорку. Видання заснували репортер «Нью-Йорк таймс» Гарольд Росс (англ. Harold Ross) та його дружина Джейн Грант (англ. Jane Grant). Гарольд Уоллес Росс був американським патентованим журналістом, який заснував журнал «Нью-Йоркер» і був головним редактором видання з моменту його створення. Він редагував кожен номер журналу від першого до своєї смерті — загалом 1399 випусків.
Росс бажав створити журнал тонкого гумору. Узявши за партнера підприємця Рауля Флейшманна (англ. Raoule Fleischmann), Росс заснував видавничий дім F-R Publishing Company та залишався редактором журналу до самої смерті у 1951 році. Хоч журнал не втратив почуття гумору, він невдовзі завоював репутацію серед серйозної журналістики й белетристики.
Незабаром після закінчення Другої світової війни есе Джона Херсі «Хіросима» заповнило цілий номер журналу. У наступні десятиліття журнал опублікував розповіді багатьох із найшанованіших письменників XX і XXI століть, серед них Енн Бітті, Трумен Капоте, Джон Чівер, Роальд Дал, Мейвіс Галлант, Джеффрі Хеллман, Джон Макналті, Джозеф Мітчелл, Еліс Манро, Харукі Муракамі, Володимир Набоков, Джон О'Гара, Дороті Паркер, Філіп Рот, Джером Селінджер, Ірвін Шоу, Джеймс Тербер, Джон Апдайк, Стівен Кінг, Йосип Бродський і Сергій Довлатов.
Першу обкладинку, на якій був зображений денді доби англійського ампіру з моноклем, намалював художник Рі Ірвін. Цей джентльмен отримав ім'я Юстас Тіллі (англ. Eustace Tilley), яке придумав для нього Корі Форд, американський гуморист. Як Форд зазначив у своїх спогадах, таке прізвище мала його неодружена тітка, а ім'я було обрано «з міркувань мелодійності». Ця обкладинка донині є візитівкою журналу. Легендарну обкладинку втілюють у річницю випуску першого номера.
Видання на 32 аркушах за ціною 12 центів, орієнтоване на публіку з розвинутим художнім смаком, установило нові стандарти журнальної літератури — з майстерно написаними оповіданнями, блискучими есе, інтелігентним гумором, самодостатніми карикатурами, рецензіями на книги, вистави, фільми.
У перші десятиліття журнал іноді публікував два або навіть три коротких оповідання на тиждень, але останніми роками темпи залишаються стабільними на рівні однієї історії щодо одного питання. У той час як деякі стилі і теми повторюються частіше, ніж інші у своїй ніші, історії відзначені меншою однорідністю, ніж різноманітністю, і вони варіюються від інтроспективних вітчизняних описів Упдайка до сюрреалізму Бартельмі, від парафіяльних життів невротичних мешканців Нью-Йорка до набору історій із самих різних місць і епох і в перекладі з багатьох мов.

Такі письменники, як Курт Воннегут, сказали, що «Нью-Йоркер» є ефективною установою для отримання величезної аудиторії через процес навчання, необхідного для цінування сучасної літератури. В інтерв'ю Курта Воннегута 1974 року з Джо Девідом Белламі і Джоно Кейсі, опублікованому в «The New Fiction» і «Бесідах із Куртом Воннегутом», містилось обговорення впливу «Нью-Йоркера»:
Одна річ, про яку ми звикли говорити — коли я був у штаті Айова — було те, що обмежуючим фактором є читач. Жодне інше мистецтво не вимагає від аудиторії бути виконавцем. Ви повинні розраховувати на те, щоб читач був хорошим виконавцем, і ви можете писати музику, яку він абсолютно не зможе виконати — у цьому випадку це перебір. Ті письменники, яких ви згадали і я сам, вчу аудиторію, як грати таку музику в їх головах. Це процес навчання, і «Нью-Йоркер» був дуже хорошим інститутом необхідного роду. У них є аудиторія, і вони виходять щотижня, і люди, нарешті, зрозуміли Бартелмі, наприклад, і здатні виконувати такі речі в їх головах і насолоджуватися ними. Я думаю, що те ж саме можна сказати і про С. Дж Перельмана; я не думаю, що Перельман був би вдячний, якби раптом його зібрання творів повинне було бути опубліковане зараз, щоб побачити його вперше. Це було б маренням. Процес навчання потрібен, щоб оцінити Перельмана, хоча це дуже легко зробити, як тільки ви дізнаєтеся, як це робити. Так, я думаю, що читачі приходять разом; це проблема; Я думаю, що автори намагалися зробити це завжди і зазнавали невдачі, тому що в них не було ніякої аудиторії; ніхто не виконував їх музику. Науково-популярні статті (які зазвичай складають основну частину змісту журналу) охоплюють еклектичний спектр тем.
Гарольда Росса змінив як редактор Вільям Шон (1951—1987), потім Роберт Готліб (1987—1992) і Тіна Браун (1992—1998). Нині редактором видання є Девід Ремнік, який змінив Тіну Браун в 1998 році. Літературним редактором «Нью-Йоркер» тривалий час працювала Мері Норріс, яку за педантичність називали «Королева ком» (Comma queen).
Серед важливих авторів наукової літератури, які почали писати для журналу під редакцією Шона були Дуайт Макдональд, Кеннет Тайнан і Ганна Арендт; певною мірою всі три учасники були спірними, Арендт найбільш очевидно (її репортаж «Ейхман у Єрусалимі» з'явився спочатку в журналі, перш ніж вийшов книжкою), але в кожному разі Шон випробовував активного чемпіона.
У 1980 роках для «Нью-Йоркеру» настала криза. Здавалося, що його концепція застаріла й обіцяла «довго жити». Журнал, який писав про літературу та культуру, ставав чимось на зразок витонченої історичної будівлі в місті сучасних хмарочосів. Змінювалися часи, а з ними й інтереси читачів, а тиражі журналу стрімко падали. Видання потребувало реорганізації.
У 1985 році журнал придбав видавець Самюел Ньюхауз, видавець таких культових журналів, як-от Vogue, Glamour і Vanity Fair. «Нью-Йоркер» став частиною його корпорації Conde Nast Publications. На пост головного редактора призначили Тіну Браун, до цього головного редактора Vanity Fair. Вона дала виданню друге життя, суттєво змінивши його образ. Якщо раніше важливу роль відводили гумору і рівню літературних творів, то після реорганізації це змінилося: на перше місце вийшов журналізм, література — на друге, а на третє — гумор. З'явилися рубрики світської хроніки, нічного життя, бізнес-замітки, колонка «міських пліток» (скандали і модні події), великі інтерв'ю з відомими акторами, музикантами, політиками та конгресменами. Оформлення заграло яскравими фарбами, часто з'являлися фотографії. У підсумку, з блиском подолавши кризу, в 1995 році «Нью-Йоркер» став володарем першої Національної премії журналістської майстерності «Загальне визнання» (National Magazine Award for General Excellence).
З кінця 1990-х років «Нью-Йоркер» використовує Інтернет для публікації нових і архівних матеріалів. Передплатники мають доступ до останнього випуску онлайн, а також повний архів минулих випусків. Крім того, карикатури з журналу доступні для покупки онлайн. Цифровий архів старих номерів з 1925-го по квітень 2008 року (що складає понад 4000 номерів і півмільйона сторінок) також вийшов на DVD і на невеликому портативному жорсткому диску. З'явилася Ipad-версія журналу. Перший вебсайт видання запустили у 2001 році і він пропонував зовсім небагато оригінального контенту. Зараз сайт публікує вже близько 15 оригінальних статей на день.
Станом на 2010 рік, у «Нью-Йоркері» працюють 16 факт-чекерів. У липні 2011 року на журнал подали до суду в Окружний суд Сполучених Штатів за наклеп у статті за 12 липня 2010 року, написаній Девідом Гранном, але журнал був виправданий.
Видання має вебсайт із деяким контентом поточного випуску, плюс ексклюзивний вебконтент. Передплатники мають доступ до повного поточного випуску онлайн, а також повний архів старих номерів, які представлені у тому ж вигляді, у якому були надруковані. Окрім того, карикатури видання «Нью-Йоркер» доступні для покупки онлайн. Цифровий архів старих номерів з 1925 по квітень 2008 року (що становить понад 4000 питань і півмільйона сторінок) також вийшов на DVD-дисках і на маленькому портативному жорсткому диску.

## Сучасна історія видання «Нью-Йоркер»
Статті в «Нью-Йоркер» часто створювали багато шуму. Здебільшого це були скандальні журналістські розслідування. Наводячи як приклад одну з найгучніших статей, варто згадати статтю Сеймура Герша про тортури ув'язнених американськими солдатами в тюрмі Абу-Грейб в Іраку, яка була опублікована в травні 2004 року. Вона називалася «Сіра зона», і йшлося про те, що ці знущання взяли початок у секретну програму, санкціонованої міністром оборони США Дональдом Рамсфелдом. За словами Херша, глава Пентагону вирішив відправити до Іраку групу, яку використовували для полювання за бойовиками «Аль-Каїди» в Афганістані. Успіху в операціях вона домагалася завдяки безпринципним і безжальним методам. Журналіст писав, що саме ця група і була спрямована в Абу-Грейб із метою отримати інформацію будь-якими способами, жорсткість яких демонстрували додані до матеріалу шокуючі фотографії. Багато знущань мали сексуальний характер. У підсумку в період із 2004 по 2007 рік військовий трибунал розглянув понад 11 справ американських охоронців, тільки троє з яких залишилися на волі.

Друкованого місця не шкодують не тільки для белетристики, а й для журналістських матеріалів, які іноді досягають лякаючих цифр у 25 000 слів, а це обсяг невеликої книги. Але нинішнього редактора Девіда Ремніка це не бентежить. Він говорить:
Ви можете запитати, чи правильно це для більшості — продовжувати друкувати в журналі довгі тексти? Але чи читає більшість «The New Yorker»? «Анну Кареніну»? Так що ми не будемо зосереджуватися на більшості. Мільйони людей читають Фоменко. І що? Не хочу здатися фаталістом або циніком або когось образити, але потрібно мати на увазі культурний рівень і різні аудиторії.
Сьогодні читачам «Нью-Йоркера» пропонується вельми вражаючий розкид тем із частковим збереженням традиційної «начинки». Тут є все: культурна афіша на тиждень від нічного життя до опери, міські плітки, огляд телепередач, поезія, проза, біографії, репортажі, критика, есе, театральні рецензії, замітки по бізнесу і права, листи, статті на злободенні теми. По частині розслідувань видання відрізняється професійним і серйозним підходом, не боячись гострих тем або наслідків, як і заповідає здоровий журналізм. Їм не з чуток знайома культура фактчекера: над перевіркою фактів посилено працює ціла команда молодих людей. У виданні перевірки — це робота для новачків, але і для неї набирають випускників кращих коледжів, які мають досвід роботи в журналістиці. Іноді процес займає тижні і місяці, оскільки перевірці підлягають не тільки імена і прізвища, а абсолютно кожен факт.
Доходить до смішного: одного разу, наприклад, редакторові принесли карикатуру із зображенням хмарочоса — він перерахував поверхи висотки, а коли виявилося, що на малюнку їх бракує, то віддав автору на домальовування.
Читачі теж відіграють важливу роль у скрупульозному щодо журналу до фактчекінгу: при виявленні найменших неточностей вони обурено про це повідомляють. Мав місце випадок, коли на карикатурі, присвяченій історії Кубка світу з футболу, гетри футболістів були неправильного кольору (того року вони грали не у виїзній, а в домашній формі). Після чого в редакцію надійшло безліч гнівних листів, мовляв: «Як ми можемо довіряти вам щодо серйозних питань міжнародної політики, якщо ви навіть таку дурницю перевірити не можете?».
Тому підхід до перевірки заведений найсерйозніший із можливих: «Нью-Йоркер» хоче, щоб йому довіряли, і багато для цього робить.

## Карикатури
«Нью-Йоркер» містить рисовані карикатури із самого початку виходу журналу у 1925 році. Видатним карикатурним редактором журналу був Лі Лоренз, який прийшов до видання у 1958 році. Він був автором багатьох обкладинок «Нью-Йокера» та більше ніж 18 тисяч карикатур. Після роботи редактором журналу мистецтва з 1973 по 1993 рік, він продовжував працювати на посаді головного редактора карикатур до 1998 року. Його книга «Мистецтво Нью-Йоркеру: 1925—1995» (англ. The Art of the New Yorker: 1925–1995) була першим комплексним вивченням графіки журналу.
У 1998 році редактором відділу карикатур стає Роберт Манкофф. Відтоді він видав мінімум 14 добірок карикатур журналу. Крім цього, Манкофф пише коротку статтю для кожної добірки, описуючи деякі аспекти процесу створення карикатур або методів, використаних для відбору ілюстрацій для журналу.
Список художників, із якими співпрацював «Нью-Йоркер», охоплює таких майстрів американської карикатури, як-от Чарлз Аддамс, Пітер Арно, Джордж Бут, Том Чейні, Річард Декер, Ед Корін, Мері Пітті, Джордж Прайс, Чарльз Саксон, Джеймс Стівенсон, Джеймс Тербер, Піт Холмс, Гєйхан Вілсон та інші.
Багато з перших карикатуристів «Нью Йоркера» не підписували власні роботи. Малюнки часто були відхилені або відіслані назад художникам із зазначенням необхідних змін, а інші були прийняті, а підписи для них придумані. Деякі художники наймали власних письменників (наприклад, Хелен Хокінсон найняла Джеймса Паркера у 1931 році).
Брендан Гілл у своїй книзі «Тут, у Нью-Йоркері» (англ. Here at The New Yorker) розповідає, що в один момент, на початку 1940-х, якість ілюстрацій представлених для публікації, здавалося, покращилася. Пізніше з'ясувалося, що хлопець-розсильний (підліток Трумєн Капоте) уявив себе добровільним артредактором і картинки, що йому не подобалися, відкидав на край письмового столу.
Кілька карикатур із журналу набули окремої популярності та слави. Один із малюнків Карла Роуза у 1928 році із підписом Е. Б. Вайта зображує як мама каже дочці: «Це броколі, люба». Донька відповідає: «Я кажу, це шпинат, і я кажу, та й грець із ним». Фраза «Я кажу, це шпинат» увійшла до жаргону: три роки по тому бродвейський мюзикл «Обличчям до музики» (англ. Face the Music) містив музичний номер «Я кажу, це шпинат (та й грець із ним)».
Фраза «Назад до креслярської дошки» (англ. "back to the drawing board"), яка виникла у 1941 році як підпис до малюнку Пітера Арно. На ній зображений інженер, який йде від літака, що розбився, кажучі «Що ж, назад до креслярської дошки».
Найбільш передрукована карикатура належить Пітеру Штейнеру; він створив її у 1993 році. На ній намальовані дві собаки за комп'ютером, одна з них каже «В Інтернеті ніхто не знає, що ти собака» (англ. "On the Internet, nobody knows you're a dog"). За Манкоффом, Штейнер та журнал розділили більше ніж 100 тисяч доларів тільки за плату для ліцензування та передруку одного цього малюнка, при цьому більша частина відійшла Штейнерові.
За сім десятиліть багато підбірок карикатур «Нью-Йоркера» було видано у твердій обкладинці. 2004 року Манкофф видав «Усі карикатури „Нью-Йоркера“», 656-сторінкову книгу із 2004 найкращими малюнками за кожен із 80 років існування журналу. До книги додавався подвійний компакт-диск з усіма 68 647 зображеннями, що колись публікувалися у журналі.
Сучасна група художників включає Пета Бернса, Френка Котема, Майклак Кравфорда, Джо Дейтора, Дрю Дернавіч, Кароліту Джонсон, Захарі Кеніна, Ферлі Катз, Роберта Леігтона, Майкла Мейсліна, Пола Нота та інших. Думка про те, що деякі карикатури «Нью-Йоркера» мають кульмінацію, яка є нелогічною або неможливою для зрозуміння, знайшла своє вираження в епізоді «Малюнок» серіалу «Сайнфілд», а також у серії «Сімпсонів» «Найсолодший Апу».
У квітні 2005 року журнал почав використовувати останню сторінку кожного випуску для конкурсу на найкращій підпис. Малюнки без підпису публікуються у «Нью-Йоркері» щотижня. Обирається три фіналісти, тобто три найкращі підписи читачів. Потім усі читачі, які мешкають у США, Британії, Австралії, Ірландії або Канаді (за винятком Квебеку) і яким є щонайменш 18 років можуть проголосувати за обраний підпис. Кожен переможець конкурсу отримує роздрукований малюнок (з виграшним підписом), з автографом автора малюнку.
У березневому номері 2017 року головним матеріалом стала стаття «Трамп, Путін і нова холодна війна», присвячена відносинам Росії і США. Редакція журналу пояснила, що зображений на картинці людина — Юстас Володимирович Тіллі. Володимир Путін вже був героєм обкладинки «Нью-Йоркера» у 2014 році — під час проведення Зимових Олімпійських ігор у Сочі.

## Дизайн
Основний шрифт видання, який використовується в назві та заголовках створив дизайнер-ілюстратор Рі Ірвін, він названий на його честь — Ірвін. Основний текст всіх статей в «Нью-Йоркер» використовує шрифт Adobe Caslon.
Видання використовує специфічну орфографію, у якій виділяється застосування надрядкових знаків — дієрезисів над повторюваними голосними у словах, де вони вимовляються окремо, не формуючи диграфа: reëlected, preëminent, coöperate тощо. «Нью-Йоркер» поряд із Technology Review, який видавав Массачусетський технологічний інститут, є одними з небагатьох видань, що зберегли цю практику.
Окрім того, прийнято запис чисел прописом, включаючи порівняно довгі («twenty-five hundred» замість «2500»).
«Нью-Йоркер», як правило, не використовує курсив для запису назв книг, фільмів та інших творів. Замість цього використовуються лапки.

## Обкладинки

### «Погляд на світ з 9-ї авеню»

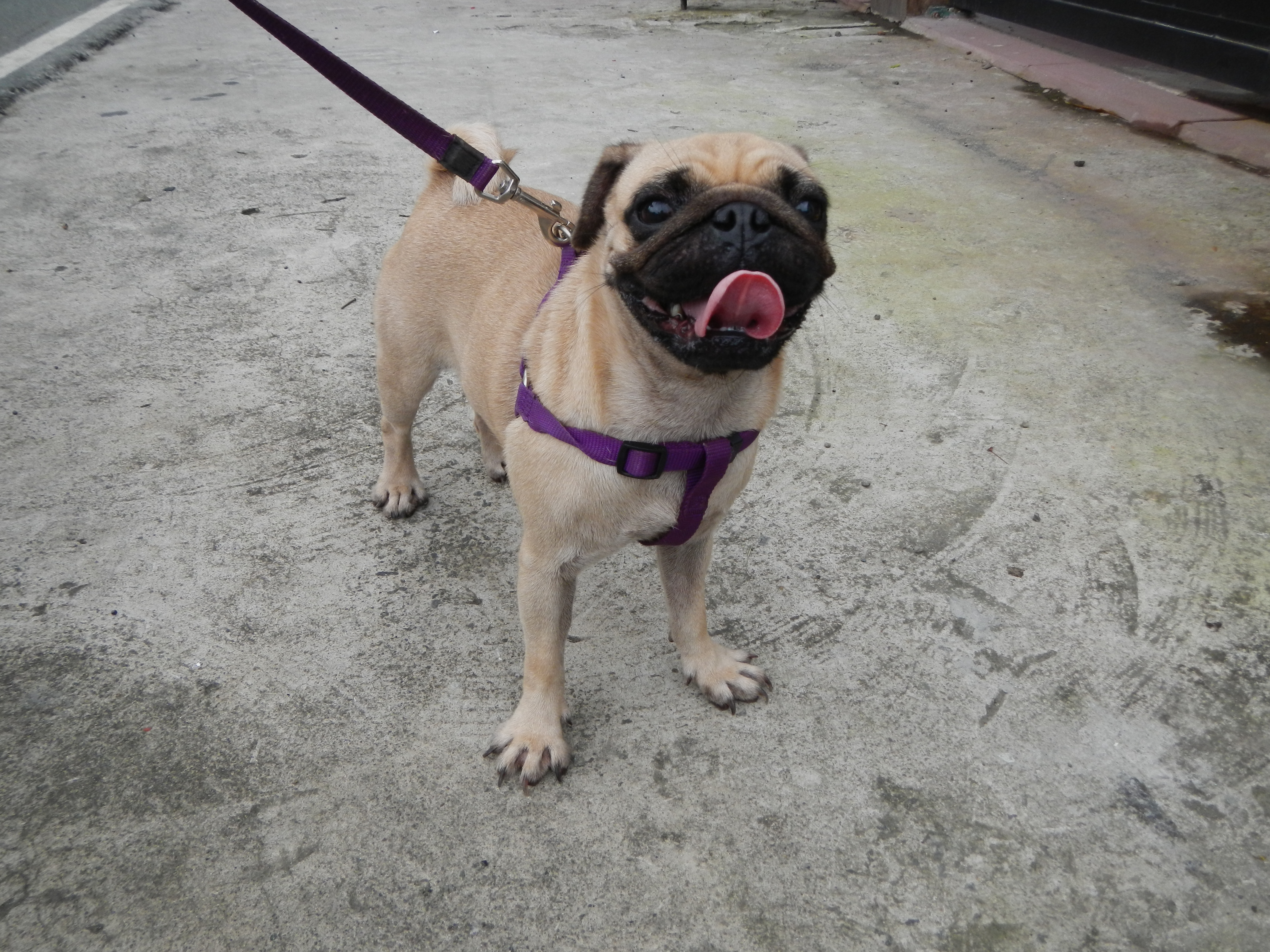
Мопс на обкладинці журналу

Одна з найвідоміших обкладинок журналу виконана Солом Стейнбергом для випуску за 29 березня 1976 року. На ній у сатиричній формі обіграно світогляд ньюйоркців, поглинених своїми внутрішніми справами настільки, що решта світу для них досить схематична. На цій обкладинці досить докладно зображено місто в районі 9-ї авеню, натомість об'єкти, розташовані за річкою Гудзон, є вкрай умовними. За смугою річки зображено коричневу смугу суші з підписом «Джерсі», далі — жовтий прямокутник, під яким розуміється решта території США. Підписано п'ять міст (Лос-Анджелес, Вашингтон, Лас-Вегас, Канзас-Сіті й Чикаго), а також три штати (Техас, Юта й Небраска). Показано кордони з Канадою та Мексикою. За цим материком є ще одна смуга води, трохи ширша за «Гудзон», за якою смутно видно масиви суші, підписані як Китай, Японія та Росія.
Обкладинка неодноразово ставала об'єктом пародій і наслідувань. Серед прикладів можна назвати афішу фільму «Москва на Гудзоні» (що призвело до судового процесу) й обкладинку номера «Економіст» за 21 березня 2009 року. Варто відзначити, що за майже 90 років існування журнал поміняв багато редакторів, у ньому публікувалися тисячі авторів, більш ніж у 20 разів зросла і ціна журналу, але стиль оформлення обкладинки залишається незмінним і по цей день.

### 9/11
Обкладинка для випуску, присвяченого терактам 11 вересня 2001 року, була визнана Американською радою редакторів журналів однією з десяти найкращих за останні 40 років. На перший погляд ця обкладинка здається абсолютно чорною, але при певному освітленні видно, що на ній зображено силуети веж-близнюків, надруковані іншим відтінком чорної фарби. Автор обкладинки Арт Шпігельман — пулітцерівський лауреат, який здобув цю премію за комікс Maus про Голокост, де євреї зображені у вигляді мишей, а нацисти — у вигляді кішок. Комікс вважається одним із найкращих прикладів адаптації серйозних тем до формату коміксу. Автор малює темні і контрастні ілюстрації для журналу з початку 1990-х.

### «Нью-Йоркістан»
У грудні 2001 року журнал вийшов з обкладинкою Майри Кальман і Ріка Мейровітса. На обкладинці була карта Нью-Йорка, на якій різні райони були помічені з гумористичними назвами, що нагадують назви місць Близького Сходу та Центральної Азії і перегукуються з реальними назвами мікрорайонів або з їх характеристиками (наприклад, «Fuhgeddabouditstan», «Botoxia»). Обкладинка викликала культурний резонанс і стала популярним друком і постером.

### «Політика страху»
Сучасний ілюстратор журналу Баррі Блітт відомий своїми скандальними обкладинками на політичні теми і впізнаваною технікою — він використовує акварель і туш. Він є автором однієї з найвідоміших обкладинок журналу за останні роки. 2008 року, у розпал передвиборчої гонки, ілюстратор намалював Барака Обаму, одягненого в мусульманський одяг, а його дружину Мішель — у військову. Цей малюнок висміював побоювання деяких американців, пов'язані з тим, що батько кандидата в президента сповідував іслам, і тому деякі підозрювали, що Обама може бути пов'язаний із радикальними мусульманськими угрупованнями. Обкладинка викликала великий резонанс у суспільстві. Представник Обами назвав її «позбавленою смаку і образливою». Однак це зробило Блітта ще популярнішим, і він донині славиться своїми карикатурами на американських політиків і постійно співпрацює не тільки з «Нью-Йоркером», а й із Vanity Fair, «Нью-Йорк таймс», «Чикаго Триб'юн» і Entertainment Weekly. В інтерв'ю Ларрі Кінгу після того, як випуск вийшов, Обама сказав:
Я знаю, що це була спроба «Нью-Йоркера» зробити щось сатиричне… Не думаю, що вони досягли у цьому успіху.
Обкладинки «Нью-Йоркеру» не завжди мають стосунок до змісту номера, або лише опосередковано. У цьому випадку, стаття від 21 липня 2008 року про Обаму не обговорювала атаки та чутки, а скоріше стосувалася кар'єри Обами. Пізніше журнал підтримував Барака Обаму на президентських виборах.
Обкладинка від 17 листопада 2008 року, намальована Бобом Стааке на честь обрання Барака Обами президентом США, вважається найуспішнішою за всю історію журналу.
Електронна версія обкладинки жовтневого випуску 2014 року виконана у вигляді анімованої картинки (gif), що зображає краплі дощу, які скочуються по склу. На розмитому тлі проглядається силует жовтого таксі, яке вважають одним із символів Нью-Йорка. Автором гіфки став художник Крістоф Німанн. За його власним визнанням, обкладинку він придумав, згадавши, як потрапив у затор на таксі в дощовий день після першого прильоту в місто.

## Унікальність видання
Своєрідність та складність популярного гумору та карикатур «Нью-Йоркера», це, передусім:
- використання парадоксів (наприклад, ввічливість та грубість, пристойність та вульгарність одночасно), а також парадоксів з емоційною складовою; правильність та неправильність в одному;
- відсутність грубого порушення етичних та соціально-моральних суспільних норм;
- двозначність майже кожного жарту;
- сухість і стриманість;
- правда деталей;
- фраза «малюнок ідеї» — невіддільна частина карикатур «Нью-Йоркера». Малюнок ідеї — це щось, що змушує вас думати. Це не карикатура. Карикатура — це коли думає і художник і читач. У карикатурах цього видання є доля невизначеності, двозначності. У кожному випадку — нашим очікуванням кинуто виклик. У кожному випадку розповідь перемикається. Є невідповідність, є контраст;
- карикатури відбираються не за принципом «найсмішніша», а за принципом «та, у якій більше правди».

Рисами, які журнал не змінює з роками, і які відображають його традиційну елітарність, є:
- використання останньої сторінки кожного випуску для конкурсу на найкращій підпис;
- своєрідність обкладинок «Нью-Йоркеру», що самі по собі є окремими журналістськими матеріалами;
- вшанування авторів матеріалів: навіть зміст більше нагадує не новиннєвий тижневик, а саме літературне видання, адже тут у змісті спочатку подаються імена та прізвища авторів, а поряд — назви матеріалів. Окремо можна побачити автора малюнку обкладинки та інших ілюстрацій видання, для авторів навть виділена окрема рубрика;
- 7 рубрик залишаються на своєму місці («Contributors», «The Mail», «Goings on about town», «The talk of the town», «Shouts & murmurs», «Fiction», «Briefly noted»).

## Кросмедіа
Зараз «Нью-Йоркер» перебуває на 4-му рівні кросмедіа. Цей факт підтверджують численні проєкти, які втілюються на різних медіаплатформах.

### Проєкти
«Нью-Йоркер» веде активне громадське життя. Щорічно проводиться «The New Yorker Festival», де показують дебютні театральні постановки, проходять зустрічі зі співробітниками журналу, карикатуристами, дитячі заходи і багато іншого. Авіакомпанія «Дельта» під час фестивалю навіть встановлює спеціальні ціни на квитки до Нью-Йорка. Також щорічно журнал здійснює тури по університетах США.
Журнал виготовляє фірмовий одяг із малюнками і коміксами, різні приємні дрібниці з символікою: чашки, постери, значки тощо. Регулярно виходять збірники авторських карикатур, наприклад: «Коти Нью-Йоркера», «Юристи Нью-Йоркера», «Невидані карикатури», «Не зрозумів гумору». «Нью-Йоркер» був джерелом цілої низки фільмів. Як художні, так і науково-популярні твори були адаптовані для великого екрана.

### Сайт
Ніколас Томсон (Nicholas Thompson), онлайн-редактор, який очолює перезапуск сайту «Нью-Йоркер», зазначив, що редакція намагається зробити з сайту те, чим друкована версія журналу є для інших журналів.
У процесі читання не з'являється ніяких сторонніх подразників, які можуть відвернути користувача (за винятком появи декількох банерів на одну велику статтю).
Крім того, тут ми бачимо дуже якісну типографіку. Якраз типографікою забезпечується спадкоємність нового сайту по відношенню до попередньої версії, а також до друкованої версії журналу. Збережені «фірмові» шрифти, що полегшує перехід користувачів до нового сайту, забезпечує його впізнаваність і підтримує бренд журналу. Крім цього помітна робота по підвищенню комфорту та зручності читання для користувачів — розмір кегля шрифту, відступи, інтервали. Іконки авторів, карикатури, фотографії та інші ілюстрації виконані на найвищому рівні. Представлені найрізноманітніші типи матеріалів, від новин і статей до подкастів і відео. Дизайн загалом наповнений «повітрям» (редакція часто характеризує його як «cleaner design»). І в цьому основна відмінність сайту журналу від, наприклад, «газетного» «Нью-Йорк таймс». Це не добре і не погано — але якраз «повітря» гармонійно доповнює графічні елементи, щоб користувач відчув «журнальний дух».
Намічено тренд до розміщення великих фотографій. Комусь, напевно, хотілося б бачити фотографії ще більшими, особливо з огляду на якість та рівень опрацювання всього графічного матеріалу, але в порівнянні з попередньою версією сайту навіть це є великим кроком вперед. Як на будь-якому новому сайті, зустрічаються дрібні недоліки, — наприклад, кнопка підписки на головній сторінці заповзла за кордон поля введення (можливо, це було зроблено навмисно, але багатьом це буде здаватися помилкою). Наявність нав'язливої реклами у вигляді періодично спливаючих вікон, які в мобільній версії дуже складно закрити, може знижувати лояльність відвідувачів. Вплив редизайну на поведінку аудиторії і читаність матеріалів поки складно оцінити, тим більше що редизайн є одним з елементів у ланцюзі змін редакційної політики із залученням нового редактора.
За оцінкою similarweb.com, відвідуваність сайту видання в липні 2014 року зросла відносно червня на 40 %. За поточною оцінкою alexa.com, відвідуваність також зросла, але інші основні показники (показник відмов, число переглядів сторінок на користувача, час перебування на сайті) за останні 3 місяці, хоч не значно, але погіршали.
Але рух у довготривалій ретроспективі помітно. Перший вебсайт видання запустили 2001 року і він пропонував зовсім небагато оригінального контенту. Зараз сайт публікує вже близько 15 оригінальних статей на день.
Зміни видно навіть по політиці ведення сторінки в Facebook: ще наприкінці 2013 року розміщувався один пост за кілька днів, а зараз анонси на нові матеріали виходять кожні кілька годин. Причому вони збирають набагато більше лайків і перепостів за кілька годин, ніж раніше. На сьогодні близько 30 % відвідувачів сайту приходять із соціальних мереж.
Трафік виріс з 3,1 мільйона унікальних відвідувачів на місяць у 1-му півріччі 2011 року до 10,1 мільйона за той же період 2014 року. Загалом у команди «Нью-Йоркера» вийшло створити відмінний, сучасний сайт, зі своєю харизмою і впізнаваністю.

### Соціальні мережі
- Twitter — 8,2 мільйона читачів. Новини з'являються майже кожні 15 хвилин. Серед «твітів» можна побачити репости з сайту видання.
- Facebook — 4 мільйони читачів. Серед публікацій репости з сайту видання, Twitter.
- Instagram — 1,8 мільйона підписників. У профілі «Нью-Йоркеру» можна побачити велику кількість авторських ілюстрацій — кумедних мультиків.
- YouTube: дає змогу занурити користувача в процес створення окремого номера. Пряма мова редакторів, мінісюжети створення самобутніх обкладинок тощо. Підписка — 105 тисяч.

## Книги
- Ross and the New Yorker by Dale Kramer (1951)
- The Years with Ross by James Thurber (1959)
- Ross, the New Yorker and Me by Jane Grant (1968)
- Here at The New Yorker by Brendan Gill (1975)
- About the New Yorker and Me by E.J. Kahn (1979)
- Onward and Upward: A Biography of Katharine S. White by Linda H. Davis (1987)
- At Seventy: More about the New Yorker and Me by E.J. Kahn (1988)
- Katharine and E.B. White: An Affectionate Memoir by Isabel Russell (1988)
- The Last Days of The New Yorker by Gigi Mahon (1989)
- Genius in Disguise: Harold Ross of the New Yorker by Thomas Kunkel (1997)
- Here But Not Here: My Life with William Shawn and the New Yorker by Lillian Ross (1998)
- Remembering Mr. Shawn's New Yorker: The Invisible Art of Editing by Ved Mehta (1998)
- Some Times in America: and a life in a year at the New Yorker by Alexander Chancellor (1999)
- The World Through a Monocle: The New Yorker at Midcentury by Mary F. Corey (1999)
- About Town: The New Yorker and the World It Made by Ben Yagoda (2000)
- Covering the New Yorker: Cutting-Edge Covers from a Literary Institution by Françoise Mouly (2000)
- Defining New Yorker Humor by Judith Yaross Lee (2000)
- Gone: The Last Days of the New Yorker, by Renata Adler (2000)
- Letters from the Editor: The New Yorker's Harold Ross edited by Thomas Kunkel (2000; letters covering the years 1917 to 1951)
- New Yorker Profiles 1925—1992: A Bibliography compiled by Gail Shivel (2000)
- NoBrow: The Culture of Marketing — the Marketing of Culture by John Seabrook (2000)
- Fierce Pajamas: An Anthology of Humor Writing from The New Yorker by David Reminick and Henry Finder (2002)
- Christmas at The New Yorker: Stories, Poems, Humor, and Art (2003)
- A Life of Privilege, Mostly by Gardner Botsford (2003)
- Maeve Brennan: Homesick at the New Yorker by Angela Bourke (2004)
- Let Me Finish by Roger Angell (Harcourt, 2006)
- The Receptionist: An Education at the New Yorker by Janet Groth (2012)
- Between You & Me: Confessions of a Comma Queen by Mary Norris (2015)
- Cast of Characters: Wolcott Gibbs, E.B. White, James Thurber and the Golden Age of The New Yorker by Thomas Vinciguerra (2015)